# 東京メトロ16000系電車
東京メトロ16000系電車（とうきょうメトロ16000けいでんしゃ）は、東京地下鉄（東京メトロ）千代田線用の通勤形電車。2010年（平成22年）11月4日より営業運転を開始した。

## 概要
老朽化した6000系の置き換えを目的として、2010年から導入が開始された。
6000系は1990年代以降更新工事を実施してきたが、機器の老朽化や初期の車両が当初想定した耐用年数の40年に近づいたことから、同系の代替車両として導入を進めることとなった。
東京メトロでは従来から省エネルギー化や安全性・快適性の向上、バリアフリー化の促進などを重視した車両を製作しているが、本系列では新たに「環境」をコンセプトに設計を実施した。車両デザインは奥山清行が監修した。
製造は川崎重工業車両カンパニーと日立製作所笠戸事業所が担当した。37編成が導入され、6000系・06系の全編成を置き換えた。
2011年鉄道友の会ローレル賞受賞。

## 車両概説
本項目では1 - 3次車を基本に解説し、仕様の見直しが行われた4次車（第57編成）以降は後述する。

### 車体
アルミニウム合金を使用したダブルスキン構造を採用し、川崎重工業が製造した1・2・5次車は同社の「efACE」構造、日立製作所が製造した3・4次車は「A-train」で製作された。いずれも側構体の接合には摩擦攪拌接合（FSW）を使用し、精度の高い仕上がりとした。また、廃車時におけるリサイクル性を向上させるため、各部材のアルミ合金材質の統一を図っている。車体構造には衝突事故時の安全性を高めるため、車端部の隅柱は厚肉化した三角形断面構造を持つ衝突柱とし、側構体とは強固に接合する構造を採用している。
前面デザインは、1次車となる第01 - 05編成（第41 - 45編成）が10000系と同様に中央貫通構造（プラグドア）を採用した。しかし、この構造は運転士側より右側の前方視界が見づらいとの指摘があったことから、2次車となる第06編成（第46編成）以降では非常用貫通扉を350mm車掌台側にオフセットした左右非対称前面構造に変更している。前面窓の下には千代田線のラインカラーである緑色を基調とし、白のラインを配している。側面は側窓下と屋根肩部に緑色のラインカラーを基本に、白色とライトグリーンを配している（屋根肩部は白色なし）。
全長（連結面間距離）は中間車では基準となる 20,000 mm（20 m）だが、先頭車は乗務員室スペースを確保するために 20,470 mm（20.47 m・47 cm長い）とした。床面高さについてはバリアフリーの観点から 1,140 mmとし、プラットホームとの段差を極力低減させた。

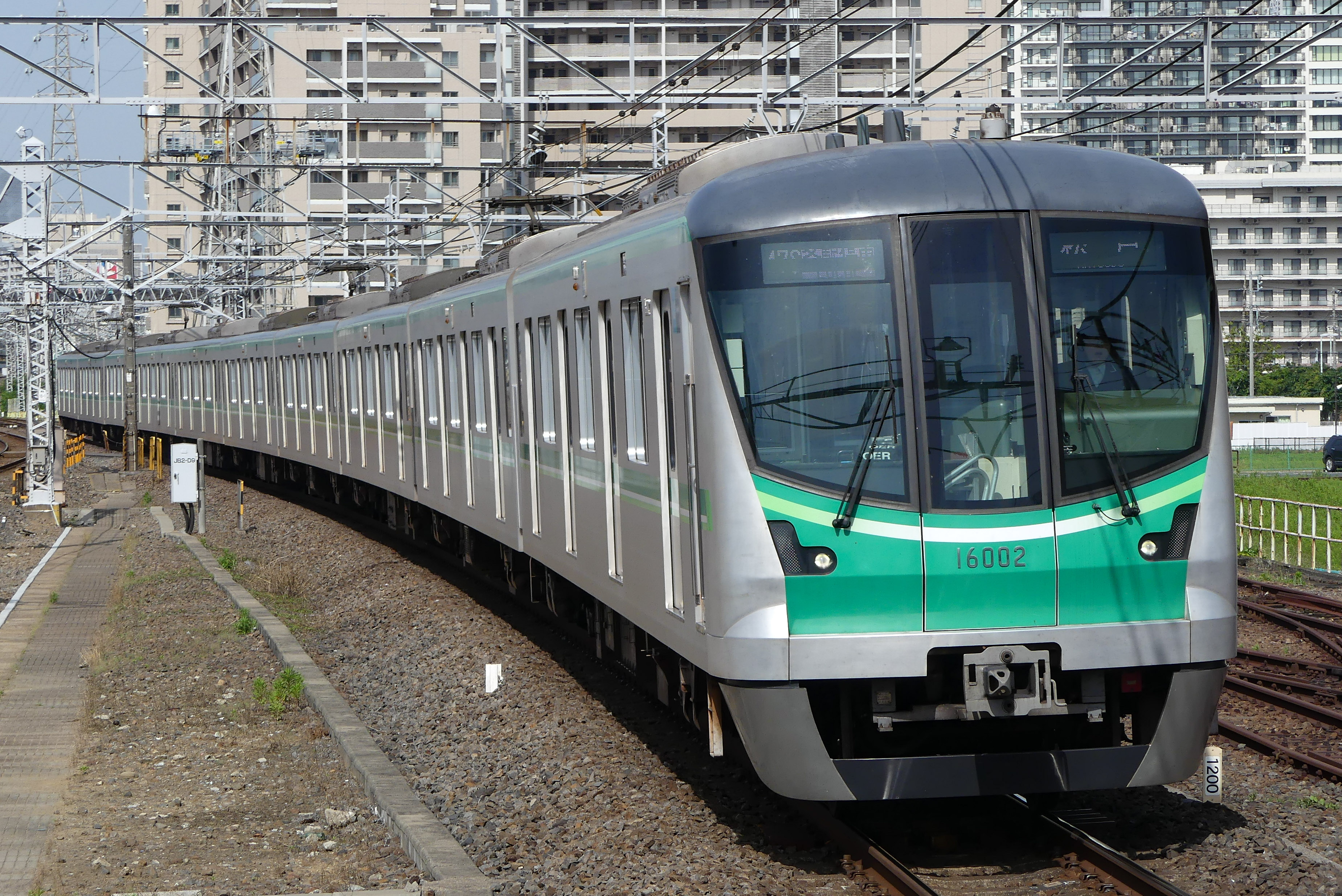
第02編成（2018年5月16日 金町駅） 第01 - 05編成は貫通扉が中央に設置されている。
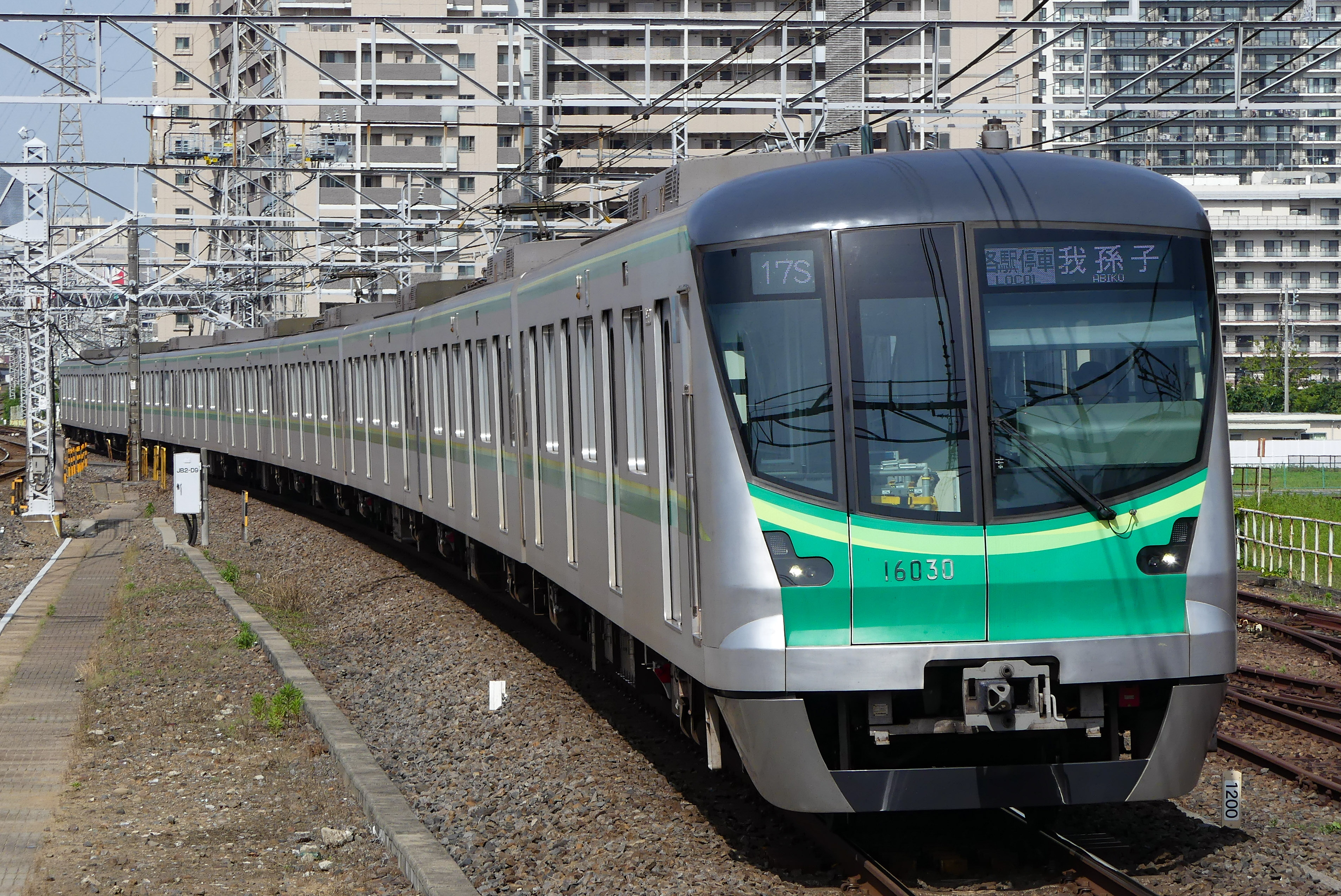
第30編成（2018年5月16日 金町駅） 第06編成以降は、貫通扉の位置が左寄りになり、第17編成以降はラインカラーの配色も変更された。

### 内装
客室内は白色の内張りを基本とし、妻面や袖仕切の一部、床敷物には紺色を採り入れている。本系列の天井部は乗客が広く感じられるように側天井部を曲面形状としたもので、中央天井部は補助送風機（ラインデリア）の収納された整風板、ラインフロー（冷房吹出口）の一体となったパネル構造を採用した。
座席はドア間が7人がけ、車端部が3人がけのロングシートで、1人分の掛け幅は 460 mm 、モケットを紺色としたバケットシートを採用した。座席表地は龍村美術織物製のものが使用されている。座席部には上部の荷棚からゆるやかな弧を描いてつながるスタンションポール（縦握り棒）を配置し、ユニバーサルデザインにも配慮したものとしている。7人がけ席のスタンションポールの内側2本は、2・3・2の着席区分を兼ねている。側窓はドア間の2連窓は開閉可能な下降窓、車端部には固定窓を配置し、遮光用にロールアップカーテンを設置する。
10000系に引き続いて荷棚はアルミ製のフレームに強化ガラスをはめ込んだものを、連結面貫通扉には強化ガラス製の扉を採用している。また、本系列では袖仕切部の一部にもドットグラデーション入りの強化ガラスを取り入れて、車内を開放感のあるものとしている。
優先席部においては座席表地をライトブルーとして区別し、つり革を一般席の白色からオレンジ色とし、袖仕切握り棒にもオレンジ色を配置した。なお、優先席を考慮した車端部においては荷棚高さは一般席の 1,750 mmから1,700 mm（50 mm低下）とし、つり革高さも一般席の 1,640 mmから1,580 mm（60 mm低下）として使いやすさの向上を図っている。
バリアフリー向上のため、各出入口部では床面に黄色の「出入口識別表示板」を配置し、ドア開閉時（または乗降促進スイッチ使用時）に連動して赤く点滅する「ドア開閉表示灯」を設置した。車椅子スペースは編成中の2号車と9号車の車端部に設置している。
冷房装置は集中式で、冷凍能力は58.14 kW（50,000 kcal/h）。1-3次車と4次車以降で外観が異なる。

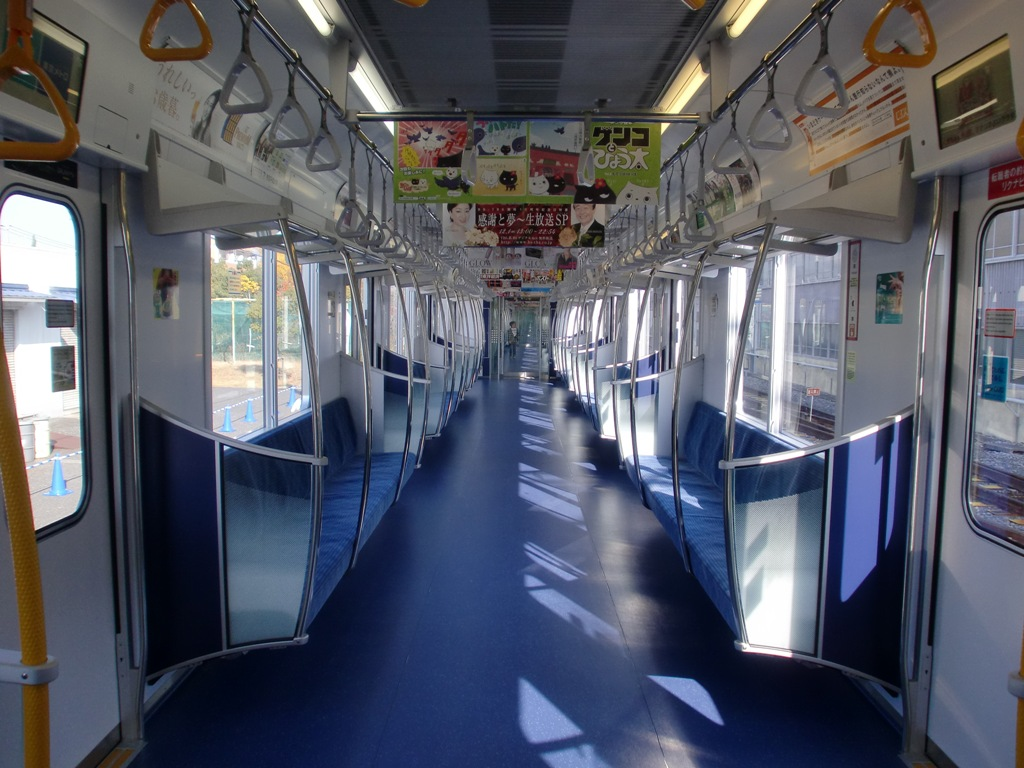
車内
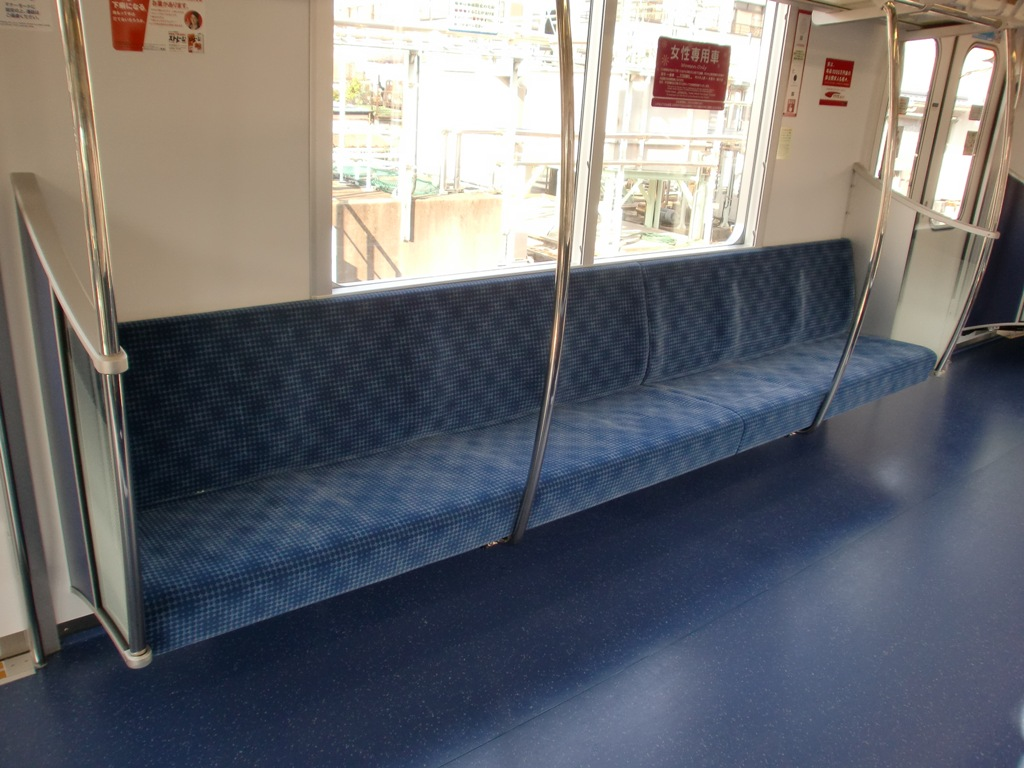
座席（7人掛け）
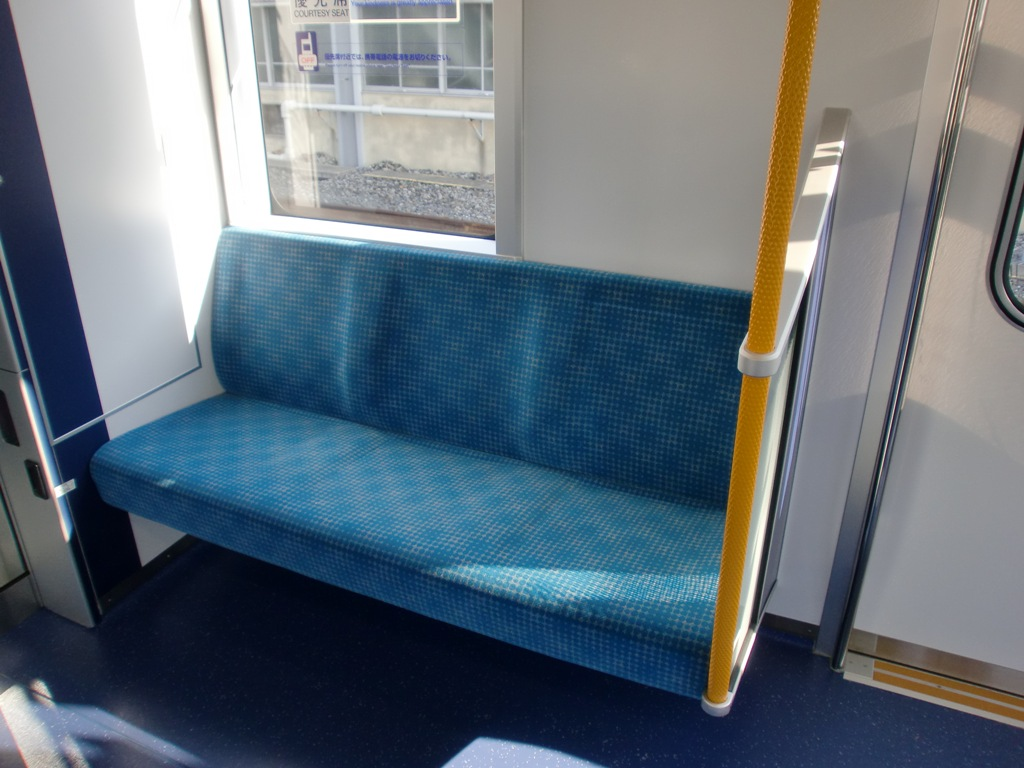
優先席（3人掛け）

#### 旅客案内機器

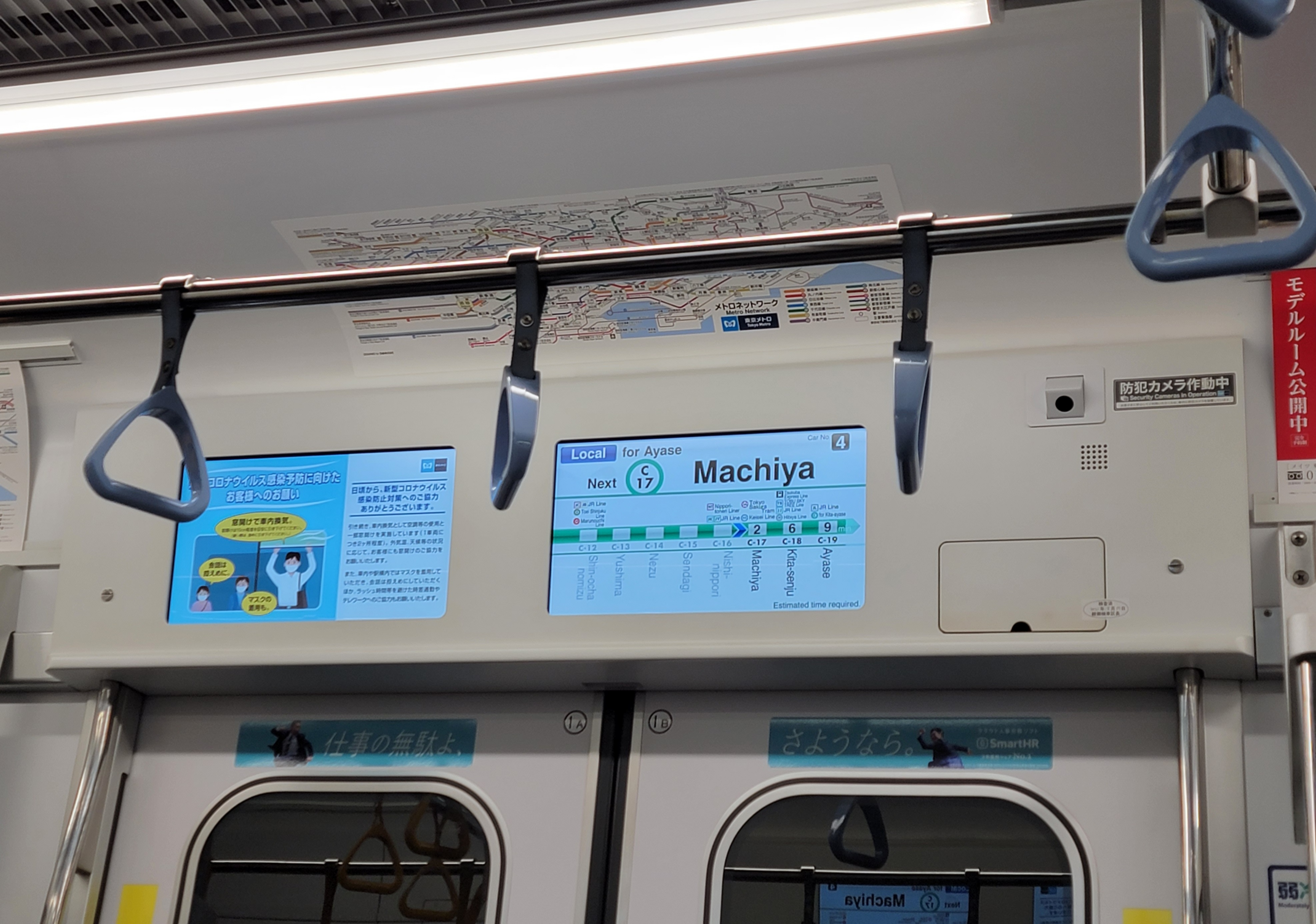
LCDと横に設置された防犯カメラ

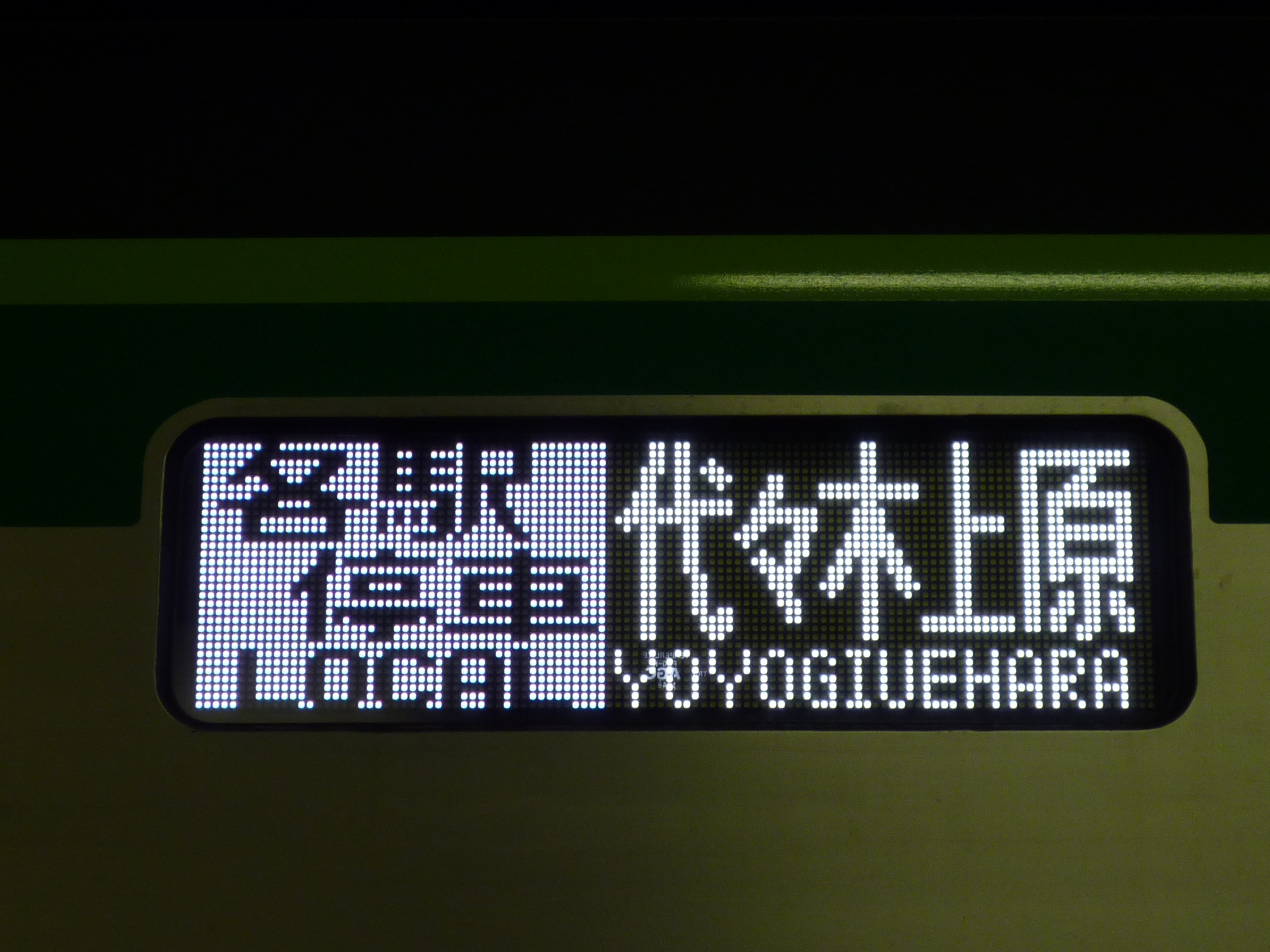
LED式行先表示器
常磐緩行線各駅停車の種別色は白

車内の各ドア上部には17インチ液晶ディスプレイ（LCD・TVIS）を用いた車内案内表示器を設置した。LCD画面は2台が設置され、左側をTokyo Metro ビジョンの広告動画用として、右側を行先案内・乗り換え案内などの旅客案内用として使用する。ドア点検蓋を兼ねるこの部分もアルミ押し出し材であるが、冷たい感じを与えないよう周囲の内張りに合わせて白色に塗装されている。
また、2020年頃より、ワンマン化対応工事と同時にLCD横に防犯カメラが設置されている。
放送装置には自動放送装置を搭載しているほか、車外案内用に車外スピーカーを設置している（千鳥配置）。
車外の前面・側面に設置する行先表示器には15000系に引き続き種別表示をフルカラーLED、行先表示と運行番号表示には白色LEDを採用し、視認性の向上を図っている。従来車とは異なり「各駅停車」も種別を表示する。当初はJR常磐緩行線内と千代田線内B線の綾瀬以遠への常磐緩行線直通列車では白地の「各駅停車」を表示するのみ（車内のLCDではエメラルドグリーン）で、A線の線内止まりとB線の綾瀬行きは種別無表示であったが、2018年3月17日のダイヤ改正までに線内でも青地の「各駅停車」を表示するようになった（小田急線直通の各駅停車も含む。小田急の各駅停車用に「各停」の種別もあったが、同改正までに一新した）。2025年3月のダイヤ改正では、常磐線直通列車も千代田線内では青地の「各駅停車」を表示するようになり、白地の「各駅停車」表示はJR常磐緩行線内でのみの使用となった。

#### 乗務員室

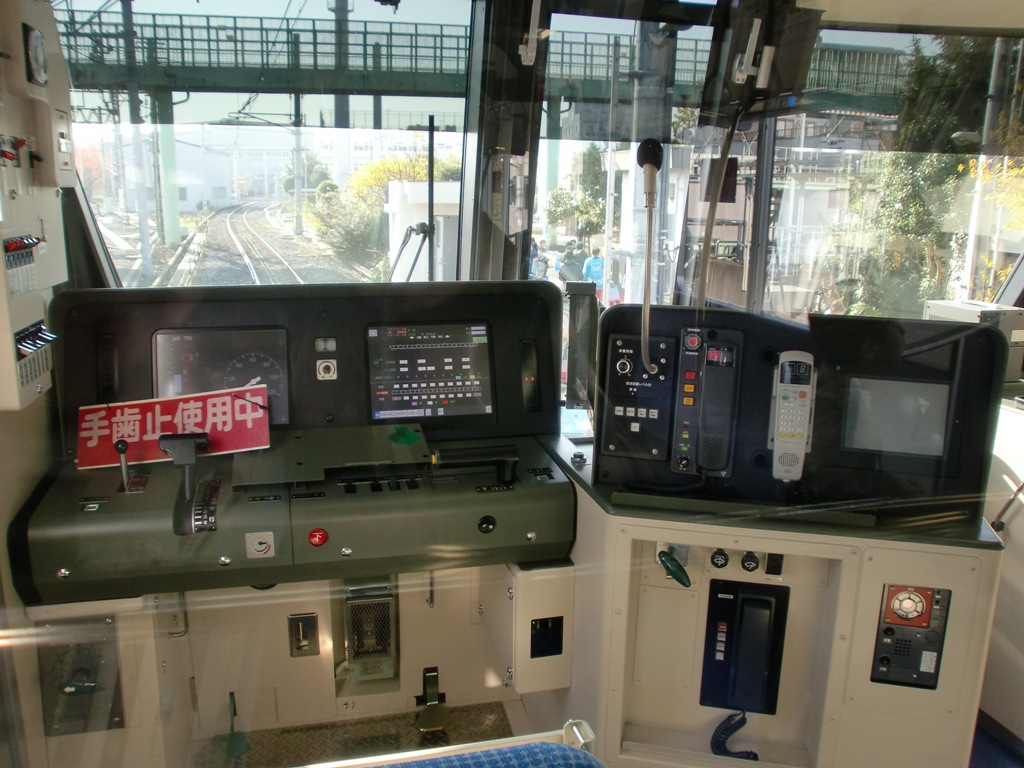
運転台（1次車）

乗務員室は非常時貫通構造のため、正面パネル部は狭く、また右斜めにも機器を設置する。運転台には、千代田線用の自社車両では初めての採用となる左手操作式ワンハンドルマスコンと、速度計・圧力計などの計器類を液晶モニタに集約したグラスコックピット構造を採用した。なお、1次車は中央貫通構造、2次車は左右非対称貫通構造だが、一部機器の配置が変更されている。
この液晶画面は正面パネルに2画面が設置され、通常は左側を計器表示用、右側を車両制御情報管理装置（TIS）用として使用するが、故障時には相互でバックアップできる機能を設けている。右側部には運転士放送操作器と列車無線ハンドセット（東京メトロ・小田急用とJR線デジタル無線用）とJR線用デジタル無線簡易モニター表示器を設置する。
乗務員室と客室の仕切りには窓が3か所あり、客室側から見て左から順に大窓、乗務員室扉、細長い窓の順で、全て透明ガラス。遮光幕は大窓、乗務員室扉窓に設置してある。

### 機器類
主電動機には1時間定格出力205 kWの東芝製の永久磁石同期電動機（PMSM・東京メトロ形式MM-S5A形・メーカー形式SEA-535形）を採用した。永久磁石は信越化学工業製の「レア・アースマグネット」を使用している。PMSMを採用することで従来の三相誘導電動機よりもエネルギー効率を高くすることができ（従来の92 %から96 %まで向上）、さらには全密閉構造とすることで低騒音も実現させた。PMSMを採用することで、従来の三相誘導電動機を使用する10000系と比較して消費電力を10 %削減できるものとしている。
このPMSMは、日本国内の新製車両としては東日本旅客鉄道（JR東日本）のE331系に続いて2例目の採用となるが、同車は車軸直接駆動（DDM）方式を採用しており、歯車減速式駆動方式における同電動機の採用は本系列が日本初となる。
制御装置には02系大規模改修車と同じ東芝製のIGBT素子を使用した2レベルVVVFインバータ制御（純電気ブレーキ対応、容量3300V・800A）を採用した。歯車比は109:14（7.79）と高くとり、制御方式は同期電動機を採用した関係で各軸個別方式の1C1M4群制御としており、編成形態は10両編成で4M6T構成としている。個別制御の場合には制御装置本体は大形化が予想されるが、本系列では2群分のインバータユニットを1台に集約した「2in1形」を採用することで装置本体の小型化を図った。
ブレーキ制御は06系などの4M6T車で採用した1M1.5T遅れ込め制御ではコスト面などで不利なことから、車両制御情報管理装置（TIS）を活用した編成単位での遅れ込め制御を採用した（編成統括回生ブレンディング制御）。これはブレーキ指令 = 編成で必要なブレーキ力から全電動車（M車4両）で負担できる回生ブレーキ力を引いた不足分（空気ブレーキで補足する）を全制御車・付随車（CT車とT車・計6両）の空気ブレーキで負担する。これにより、コストアップを抑えながら遅れ込め制御の有効活用を実現している。
この編成統括ブレンディング制御の採用による回生性能の向上（従来の約35 %から約60 %まで向上）や粘着リミッタ（雨天時に車輪の滑走を防止するために回生ブレーキを抑制する機能）解除などの改良により、同様の編成形態である06系と比較して、約41 %の消費電力削減が達成されている。
台車は10000系以降の新製車で採用したモノリンク式軸箱支持構造のボルスタ構造台車（FS779形）を採用した
。この台車は走行安全性の向上や輪重調整作業等の保守性の向上を目的に採用を進めている。電動台車はFS779M形、付随台車はFS779T形、先頭車前位寄りはFS779CT形と称する。
補助電源装置にはIGBT素子を使用した240 kVA出力の富士電機システムズ製静止形インバータ（SIV）を編成で2台搭載している。電源出力は三相交流440 Vとしており、故障時には編成全体で電源供給を行う受給電箱を16600形に設置している。
空気圧縮機は実績のあるスクロール式コンプレッサ（MBU1600YG-2形・吐出量1,600 L/min）が採用されている。この装置は周辺機器を含め一体の箱に収めたもので、騒音低減やメンテナンス性に優れている。
保安装置は千代田線とJR常磐緩行線用として車内信号現示による新CS-ATC装置を搭載するほか、小田急電鉄用としてD-ATS-P装置（OM-ATS切換機能付）を搭載している。

## 4次車
元々、千代田線で運用していた6000系・06系の車両更新計画では、車両数が多いことから、全車両の更新には期間がかかることを想定していた。このため電気品の進歩を想定して、1 - 3次車の16編成分と4次車以降の21編成分のパッケージ発注を採用した。2015年度に導入した4次車からは、1次車の製造から5年が経過したことを踏まえて、電気品・車内設備が大きく見直されている。

### 車体
前面・側面のラインカラー帯は、マイナーチェンジを行った車両をアピールするため、ソフトグリーン色とイエローグリーン色を追加した。前照灯はHID式の1灯からLED式の2灯に変更した。

### 内装
基本的には1 - 3次車と同等だが、つり革をグレー色から水色品に変更、また乗務員室と客室間にある仕切扉を白色から紺色に変更した。車内照明は蛍光灯からLED照明に変更した。
1 - 3次車では2号車と9号車に設置していた車椅子スペースは、4次車では全車両に設置した。車椅子利用者だけでなく、ベビーカーや大きな荷物を持った海外観光客への使いやすさの向上を図った。

### 機器類
制御装置（VVVFインバータ）は製造メーカーを三菱電機に変更した。また、加減速時の磁励音を低減させる技術を開発・適用している。主回路のフィルタリアクトル（ノイズ除去コイル）はアルミ製から電力損失の小さい銅製に変更した。
補助電源装置（静止形インバータ・SIV）も製造メーカーを三菱電機に変更、使用素子をハイブリッドSiCに変更した（定格出力は同一）。また、3次車までは独立運転方式であったが、4次車からは「並列同期/休止運転方式」を採用した。10両編成中2台のSIVが出力する交流波型を同期させて並列接続するもので、これにより使用電力が少ない場合に2台のSIVのうち1台を休止させる「休止運転」が可能となった。休止運転を行うことで、消費電力を大きく削減できるとしている。

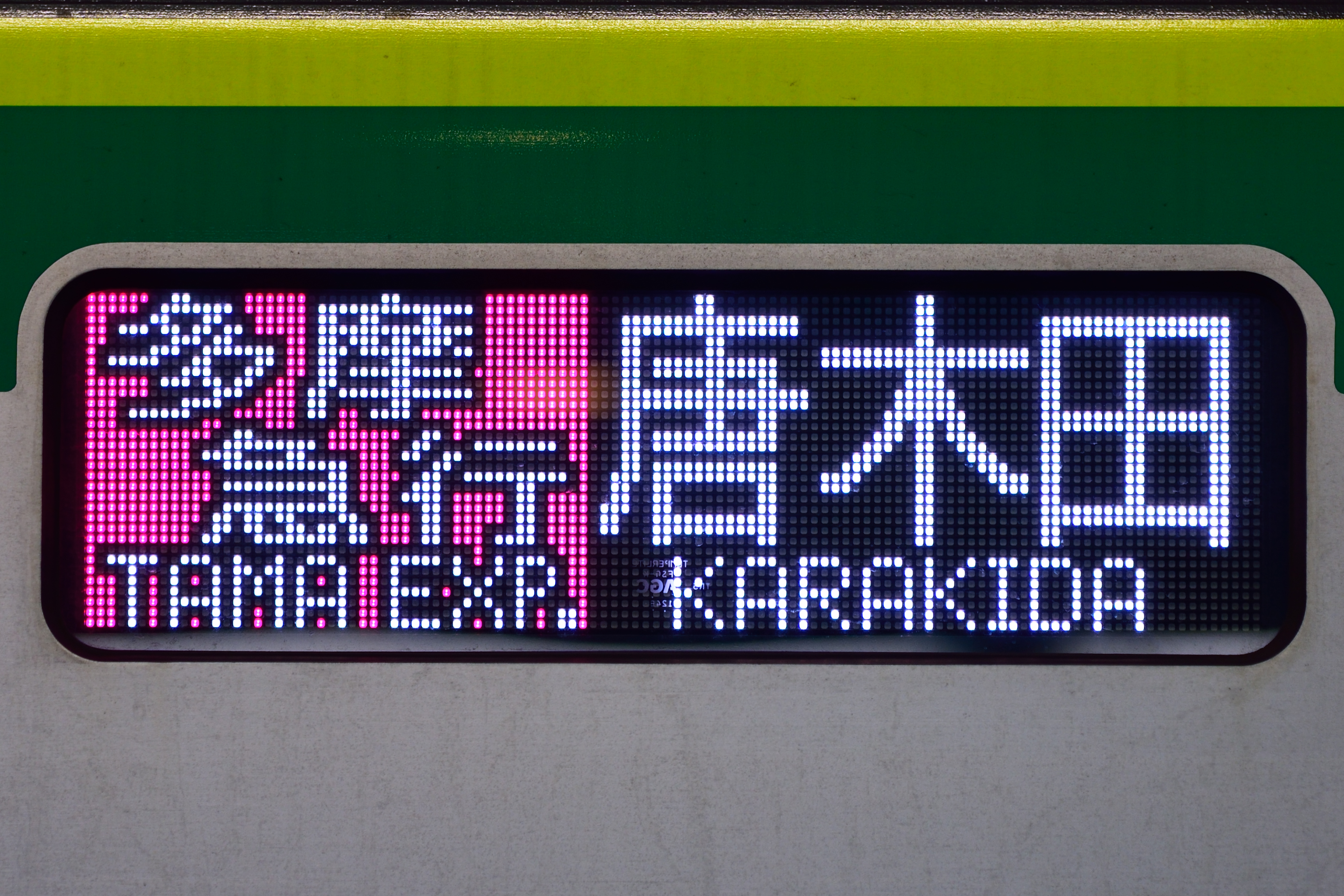
4次車のLED表示 （2018年2月14日）

## 編成表
|          | ← 伊勢原・唐木田・代々木上原北綾瀬・取手 → |                 |               |                |               |               |                |               |                 |               |
| 号車     | 1                                          | 2               | 3             | 4              | 5             | 6             | 7              | 8             | 9               | 10            |
| 形式     | 16100形 (CT1)                              | ＞ 16200形 (M') | 16300形 (T)   | ＞ 16400形 (M) | 16500形 (Tc1) | 16600形 (Tc2) | ＞ 16700形 (M) | 16800形 (T')  | ＞ 16900形 (M') | 16000形 (CT2) |
| 搭載機器 |                                            | VVVF            | BT,CP         | VVVF           | SIV,CP        | SIV           | VVVF           | BT,CP         | VVVF            |               |
| 車内設備 | (♿︎)                                       | ♿︎              | (♿︎)          | (♿︎)           | (♿︎)          | (♿︎)          | (♿︎)           | (♿︎)          | ♿︎              | (♿︎)          |
| 車両番号 | 16101 : 16137                              | 16201 : 16237   | 16301 : 16337 | 16401 : 16437  | 16501 : 16537 | 16601 : 16637 | 16701 : 16737  | 16801 : 16837 | 16901 : 16937   | 16001 : 16037 |

凡例
- ＞：集電装置（シングルアームパンタグラフ）
- VVVF：主制御器（VVVFインバータ）
- SIV：補助電源装置（静止形インバータ）
- CP：空気圧縮機
- BT：蓄電池
- ♿︎：車椅子スペース（カッコ内は4次車以降のみ）

編成番号は、第01 - 19編成は第41 - 59編成、第20 - 37編成は第80 - 97編成とそれぞれ記すことがある。第59編成の次が第80編成に飛んでいる理由は、かつて第60編成が6000系ハイフン車に、第71編成が06系にそれぞれ割り当てられていたため。

## 運用
2010年7月29日に第01編成（第41編成）が川崎重工業兵庫工場を出場し、綾瀬車両基地まで甲種輸送された。同年11月4日に営業運転を開始し、同年11月24日よりJR常磐緩行線で、同年11月26日からは小田急線でも運用が開始された。
営業運転開始当初、小田急線内での種別は、多摩線唐木田駅発着の急行と多摩急行のみで、通常ダイヤでは新百合ヶ丘以西の小田原線での東京メトロの車両による運用はなかったが、営業運転開始前の深夜に行われた試運転では本厚木駅まで、2011年12月10日には第05編成（第45編成）が試運転で海老名駅までそれぞれ入線した。なお、直通運転が中止された場合に備え、6000系・06系にはなかった「新宿」などの行先表示が用意されている。
その後、2016年（平成28年）3月26日改正で、通常ダイヤにおいても準急の運用が開始され、本厚木駅まで運用されるようになった。2018年（平成30年）3月17日のダイヤ改正では、多摩線への直通が廃止された一方、小田原線の乗り入れ区間は伊勢原駅まで延長され、急行・通勤準急・準急・各駅停車に使用されている。2025年3月15日のダイヤ改正で、東京メトロ千代田線と小田急多摩線との直通運転が再開し、多摩線唐木田まで再び乗り入れている。

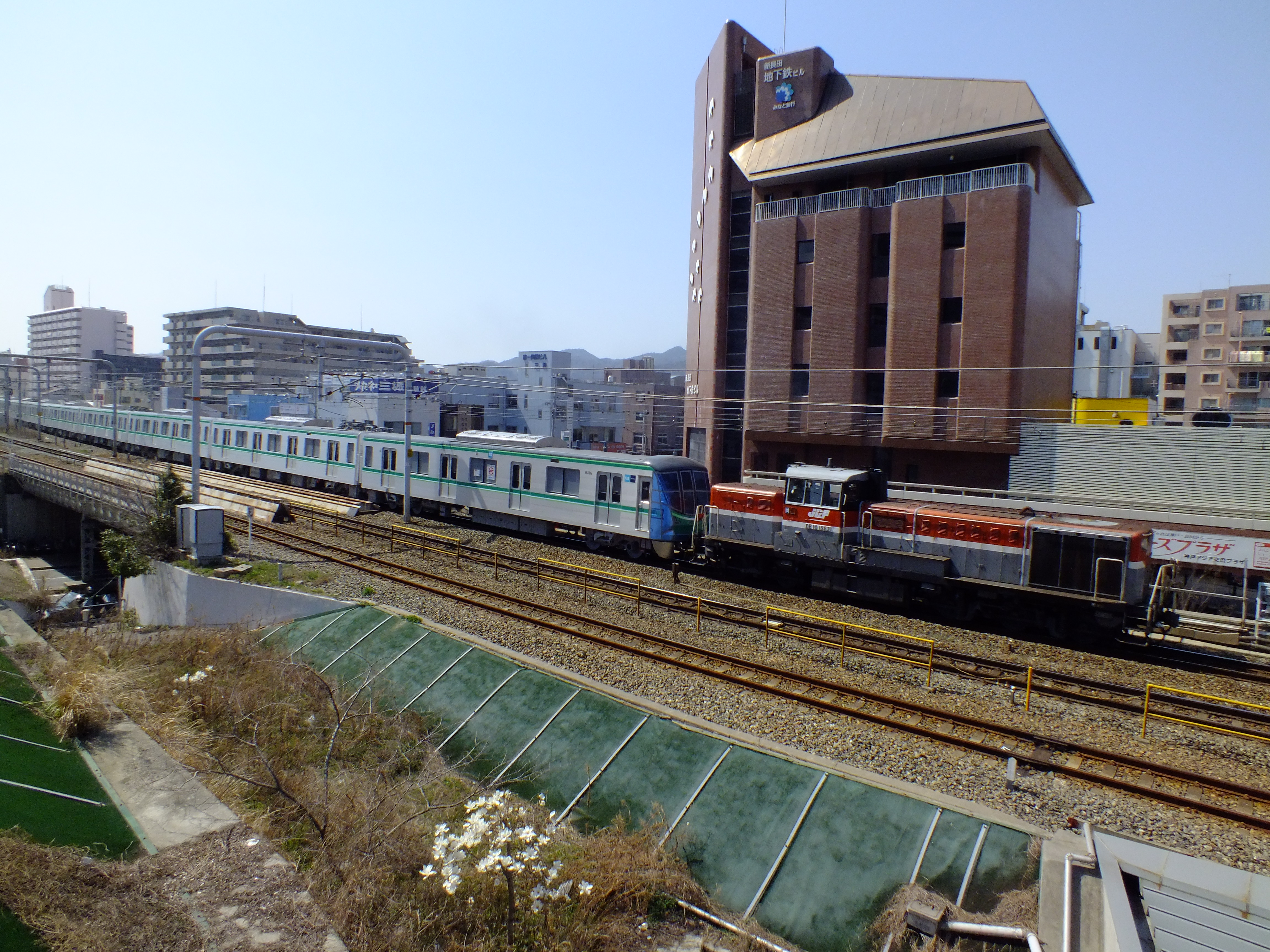
16000系第06編成（第46編成）甲種輸送 （2011年4月1日 新長田駅）
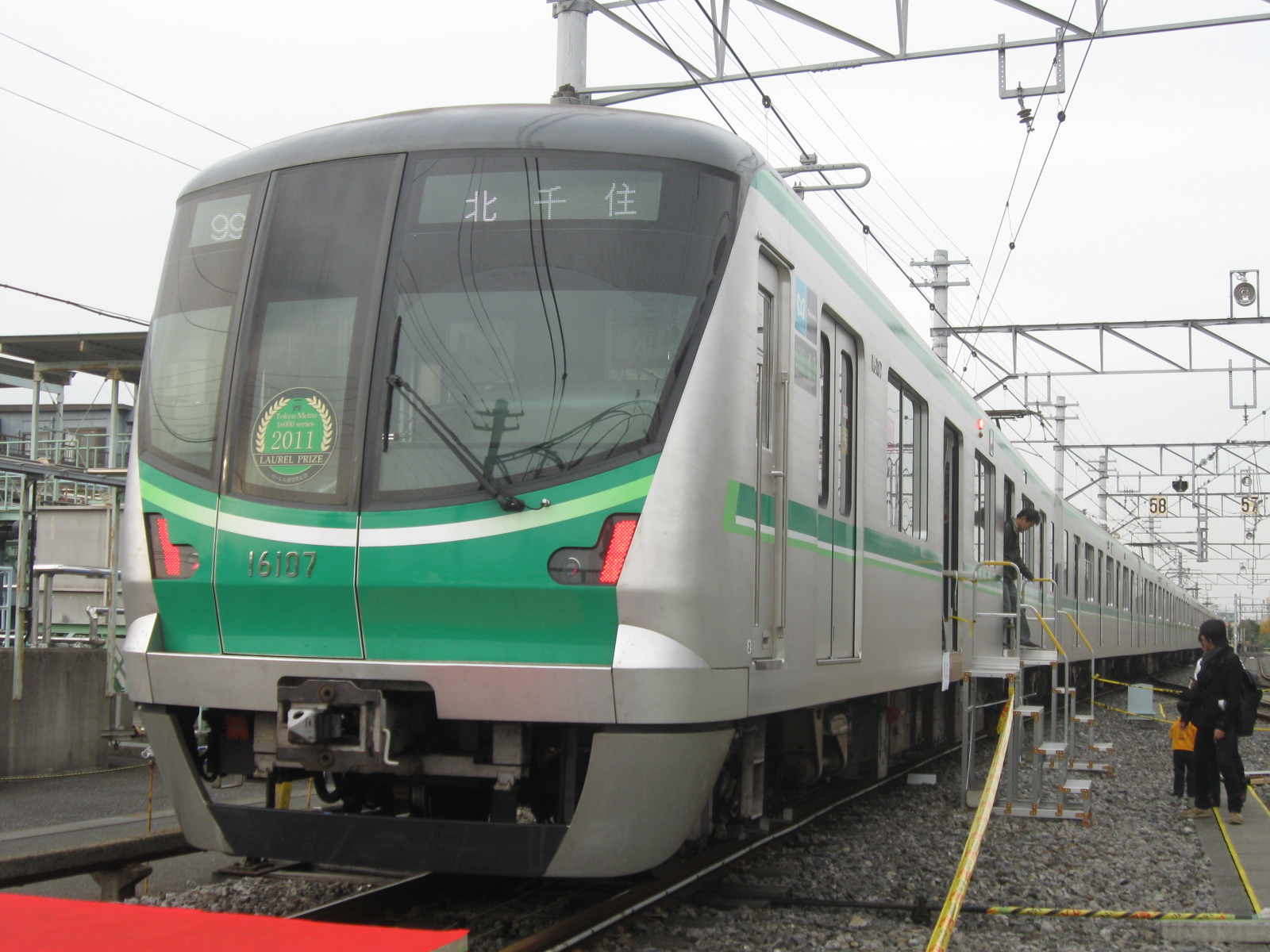
ローレル賞受賞記念ステッカーを前面に貼り付けた16000系（2011年11月27日 綾瀬車両基地）
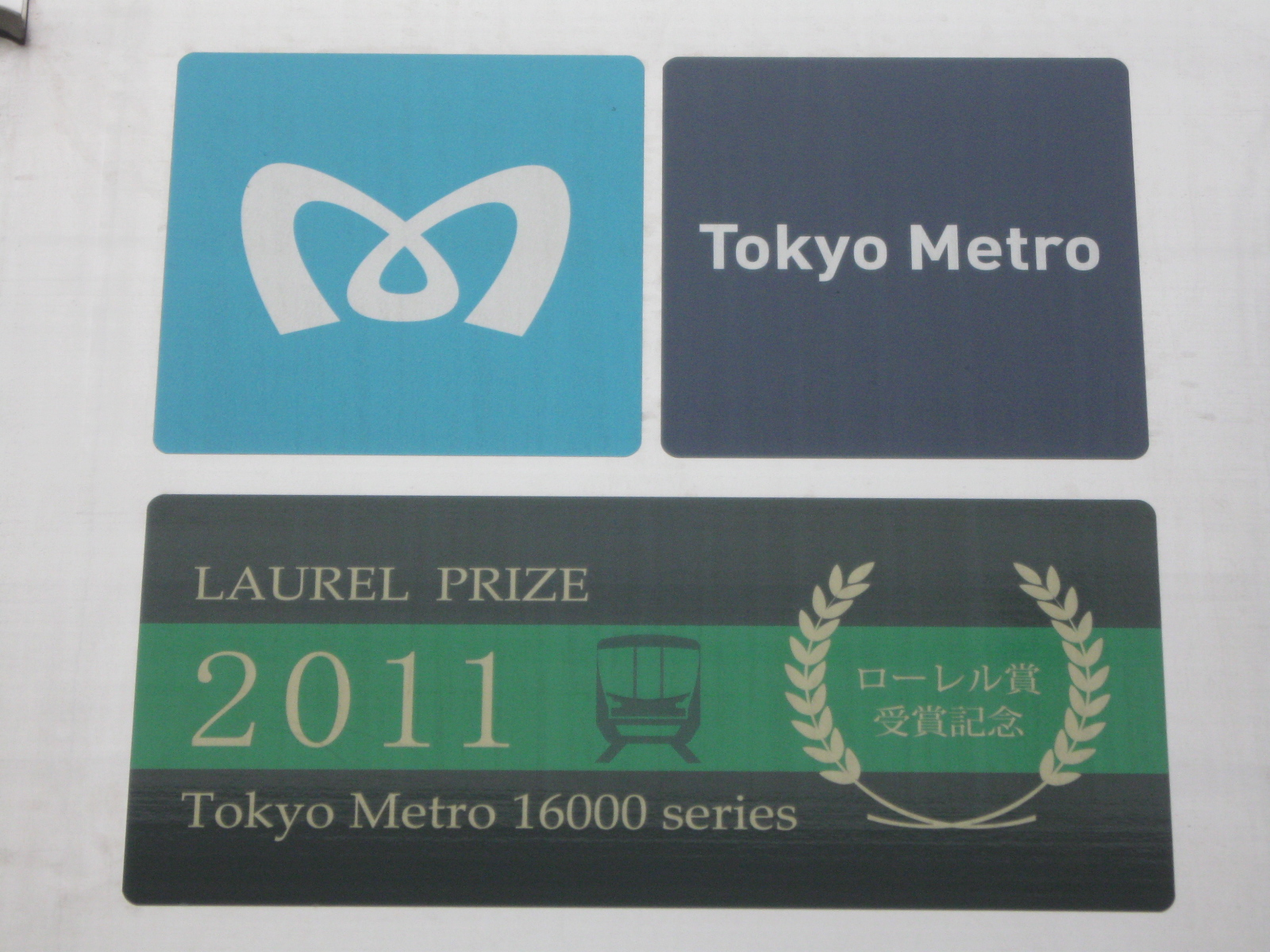
ローレル賞受賞記念側面ステッカー
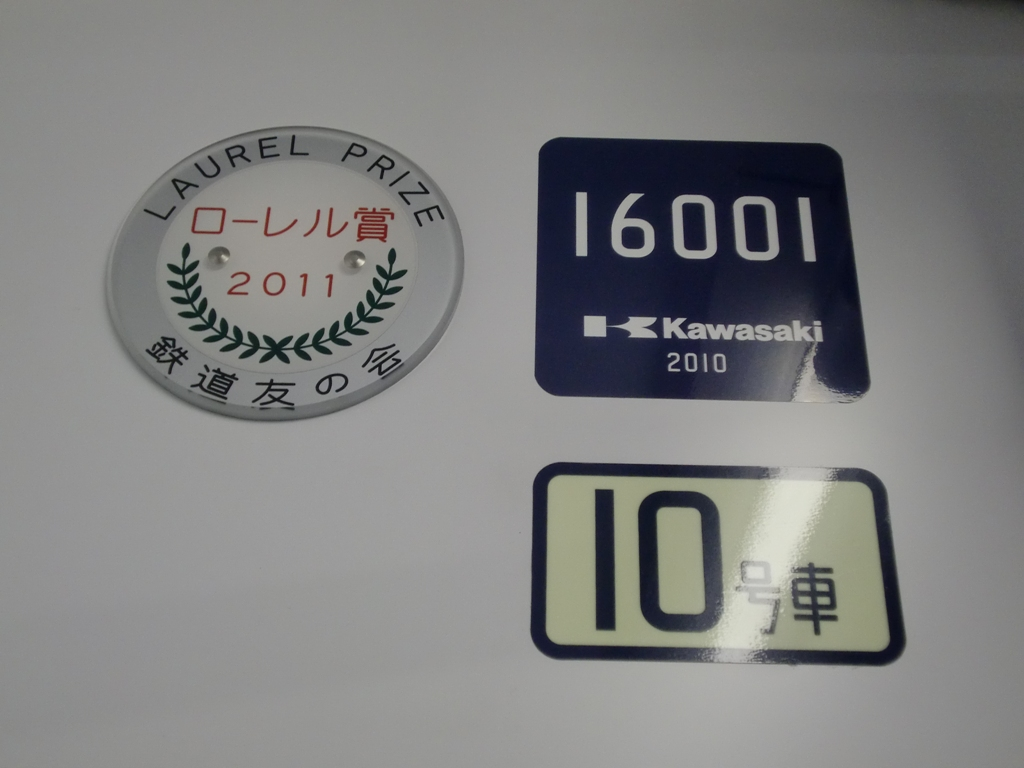
車内に設置されたローレル賞受賞記念プレート